# Tôle
Pour les articles homonymes, voir Tole.

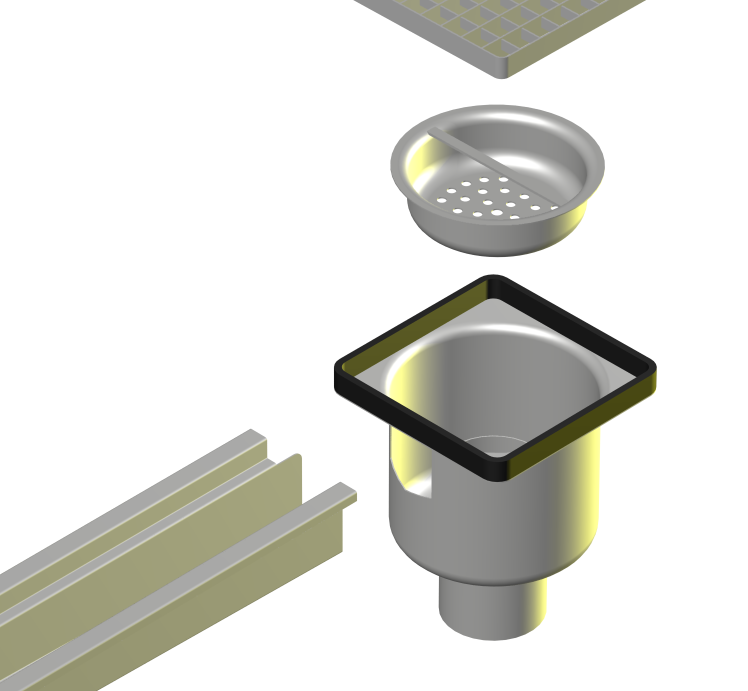
Des produits en tôle.

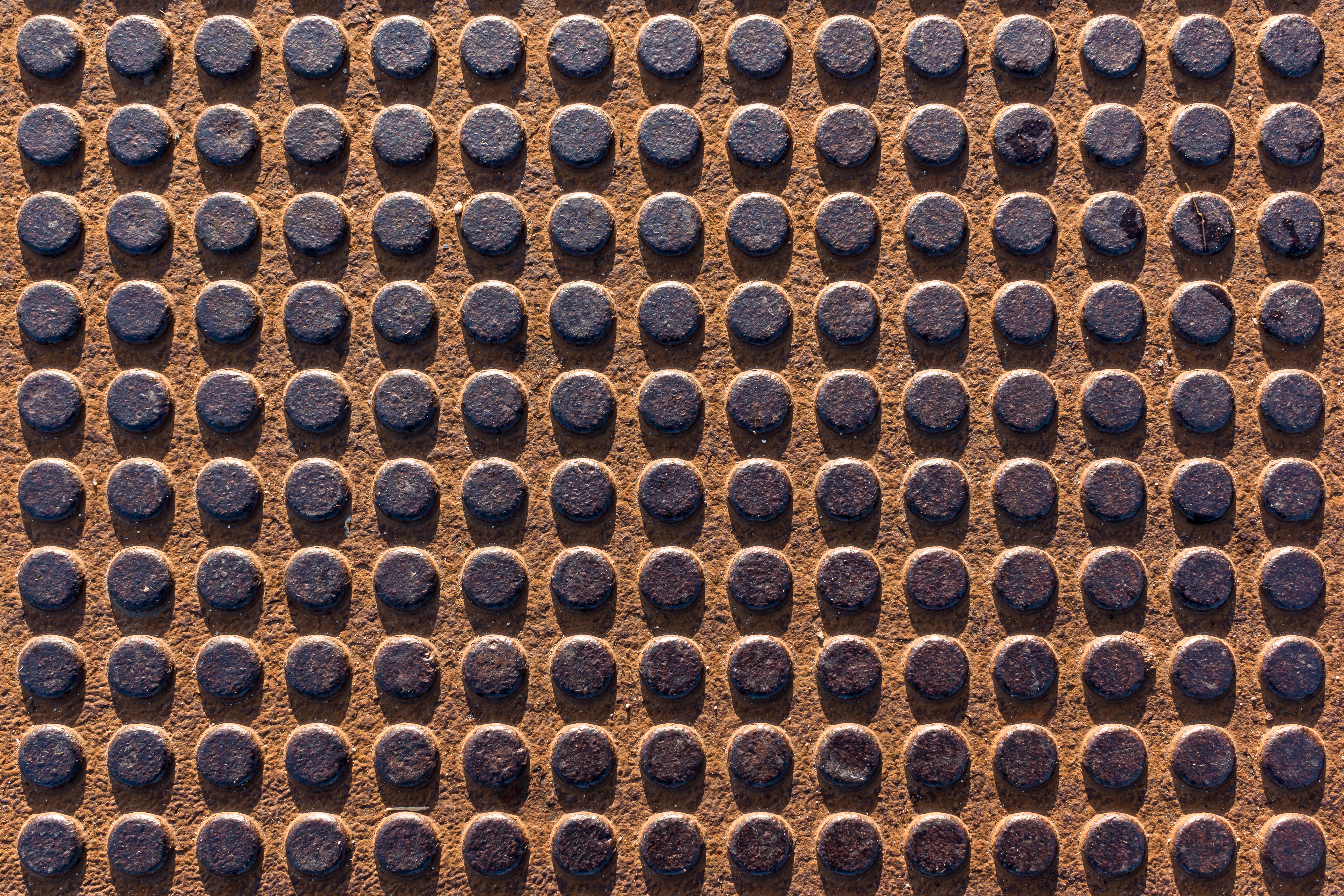
Tôle à Nyhavn, Danemark.

Une tôle est un morceau de métal obtenu au moyen d'un laminoir à produits plats. Les tôles les plus minces sont appelées « feuilles », celles d'épaisseur intermédiaire « tôles minces » (ou « tôles fines »), et les plus épaisses « tôles fortes » (ou « plaques »).

## Définitions

### Aluminium
Selon l'organisation professionnelle The Aluminum Association (en), les tôles minces sont définies comme ayant une épaisseur comprise entre 0,20 et 6,35 mm. La limite inférieure est parfois donnée à 0,5 mm, et la limite supérieure est parfois arrondie à 6 mm,. Les tôles plus fines sont les « feuilles d'aluminium », et les tôles plus épaisses les « tôles fortes ». Pour l'aluminium, les tôles minces sont les plus utilisées parmi les trois catégories.

### Acier
Dans l'acier, la limite entre « feuilles » et « tôles minces » est généralement définie comme étant de l'ordre de 0,15 à 0,50 mm, et la limite entre « tôles minces » et « tôles fortes » de l'ordre de 6 à 6,35 mm,,.
Les tôles d'acier sont obtenues par laminage d'une plaque, appelée brame. Cette brame est obtenue généralement par coulée continue, ou par le slabbing d'un lingot. Préalablement au laminage, la brame peut être écriquée en faces supérieures et inférieures sur une profondeur d'environ 15 mm, pour en améliorer la qualité de surface.

## Utilisations

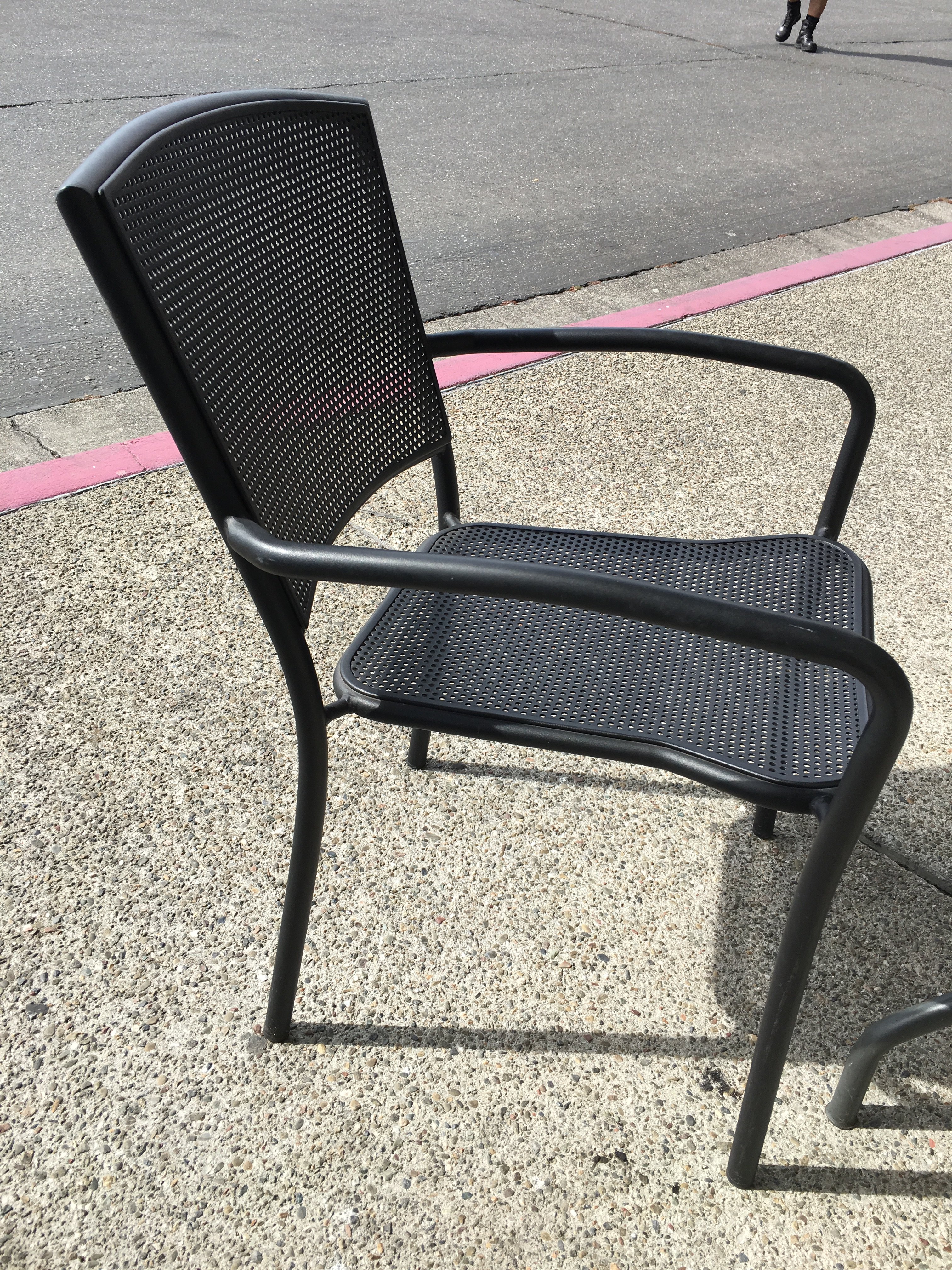
Tôle d'acier perforée sur la structure en acier d'un fauteuil d'extérieur dit « ajouré ».

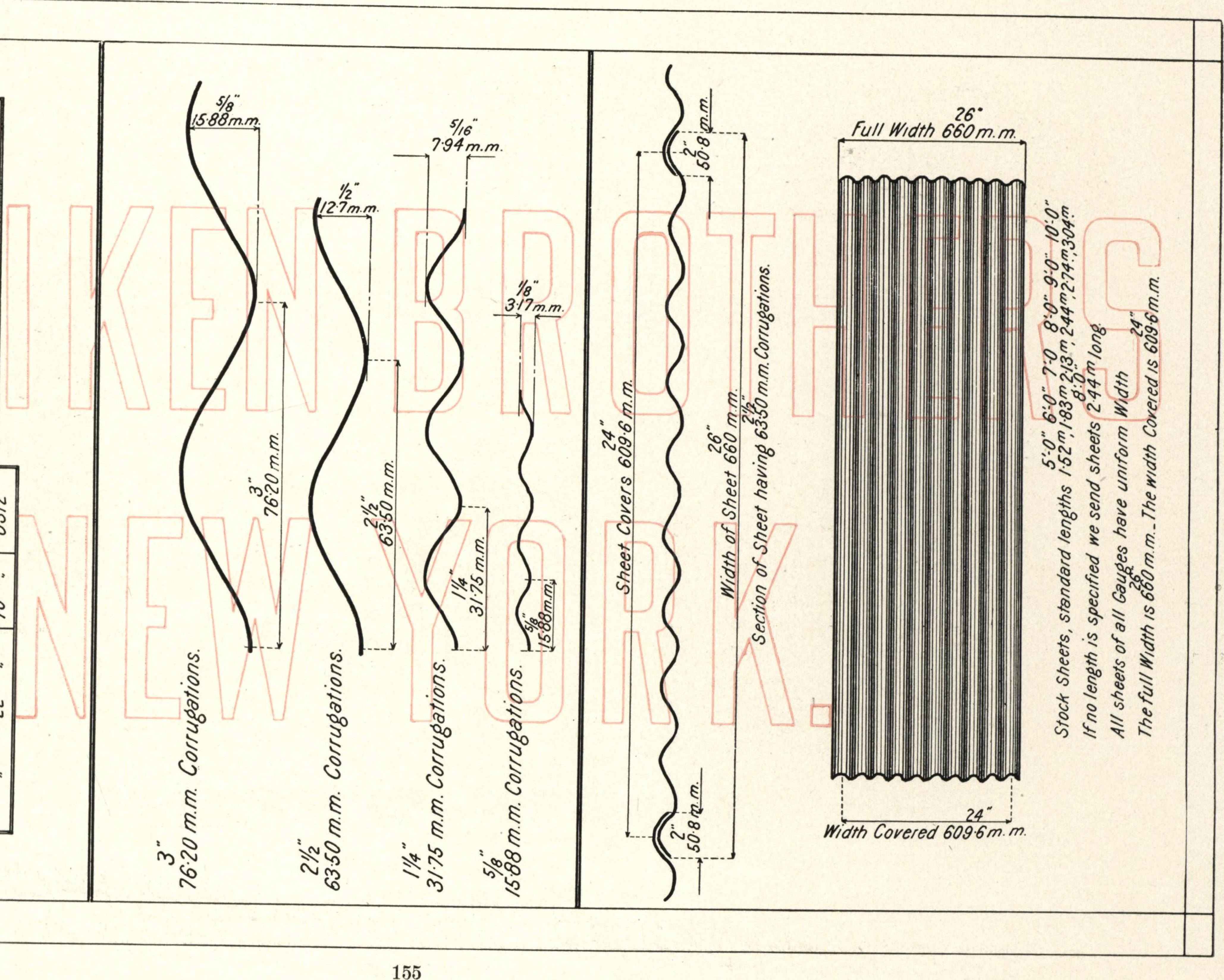
Catalogue Milliken Brothers, tôles ondulées, 1901

La tôle a de très nombreuses applications, notamment :
- les carrosseries (automobiles mais aussi de nombreuses machines et appareils : grille-pain, bétonnière, ordinateur, pompe à essence, lave-linge…) ;
- le bardage pour la couverture des bâtiments ;
- les emballages alimentaires (boîtes de conserve) ;
- les surfaces anti-dérapantes (caillebotis en tôles embouties perforées) ;
- les pièces techniques en tôle emboutie (jantes des roues pour l'automobile, équerres de fixation, grilles en tôle perforée, capsule de bouteille en verre, cuves en inox…) ;
- les pièces arrondies en tôle cintrée puis soudée (tuyaux, bouteille de gaz, bonbonne…) ;
- les pièces de ventilation industrielle ou d'amenée de matière première (apport de céréales, de granulés, évacuation d'air, trémies…).

La tôle perforée sert entre autres dans des procédés de criblage de grains, de touraillage de malt ou de houblon, de lavage de minerais, de fabrication de papier... Elle est transformée en pièces utilisées dans l'assemblage de machines à laver, de séchoirs, d'essoreuses ou celui de filtres-presses pour sucreries, raffineries et distilleries. Les tôles perforées sont aussi utilisées pour réaliser des plateaux de tables et d'assises de sièges ajourés.
La tôle d'acier piquée est transformée notamment en outils de râpage. Elle revêt aussi divers supports servant au décorticage mécanique de grains, de graines et de légumes secs.

## Technicité de la tôle
La tôle est une fabrication courante mais qui répond à des exigences strictes. Ainsi, l'état de surface d'une tôle pour l'automobile doit être rigoureusement contrôlé tout au long du processus : si sa rugosité est insuffisante, il est impossible de peindre la tôle, car la peinture n'adhère pas. Au contraire, si le relief est excessif, la carrosserie finie risque de présenter un aspect de « peau d'orange » qui déplaît au consommateur.
Le rouleau du laminoir est donc texturé, par exemple par un faisceau d'électrons (procédé « EBT »), pour imprimer volontairement et précisément la rugosité nécessaire et suffisante directement sur la tôle.

## Type de tôle
Il existe différents types de tôle. On peut les distinguer selon leur état de surface (gaufrée ou larmée, gravée), leur revêtement (tôle prélaquée, galvanisée), leur planéité (ondulée, nervurée), ou encore leur dimension (feuille, tôle mince, tôle forte).

## Galerie de photographies

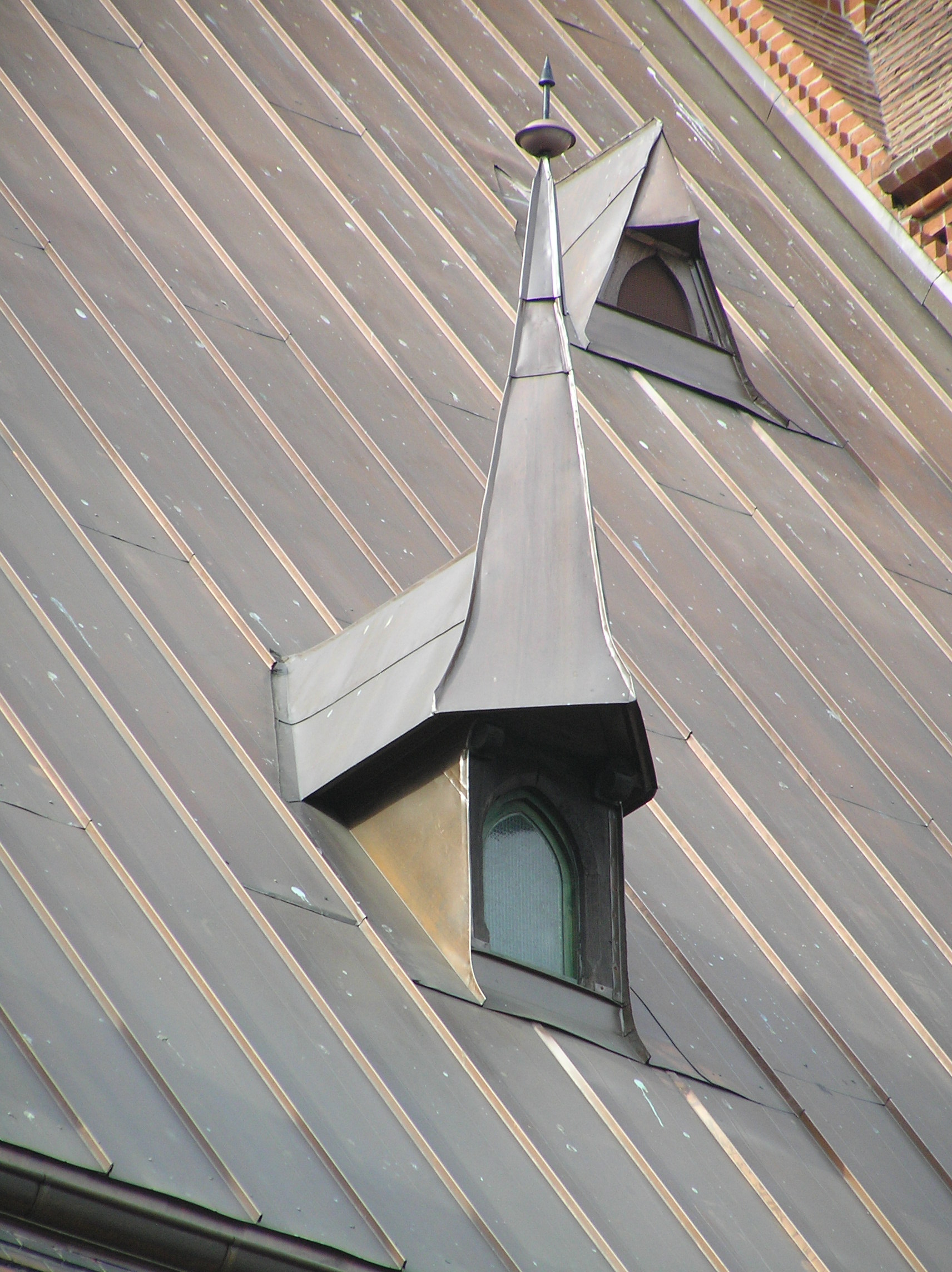
couverture en zinc à joint debout (bobine de 0,65mm).
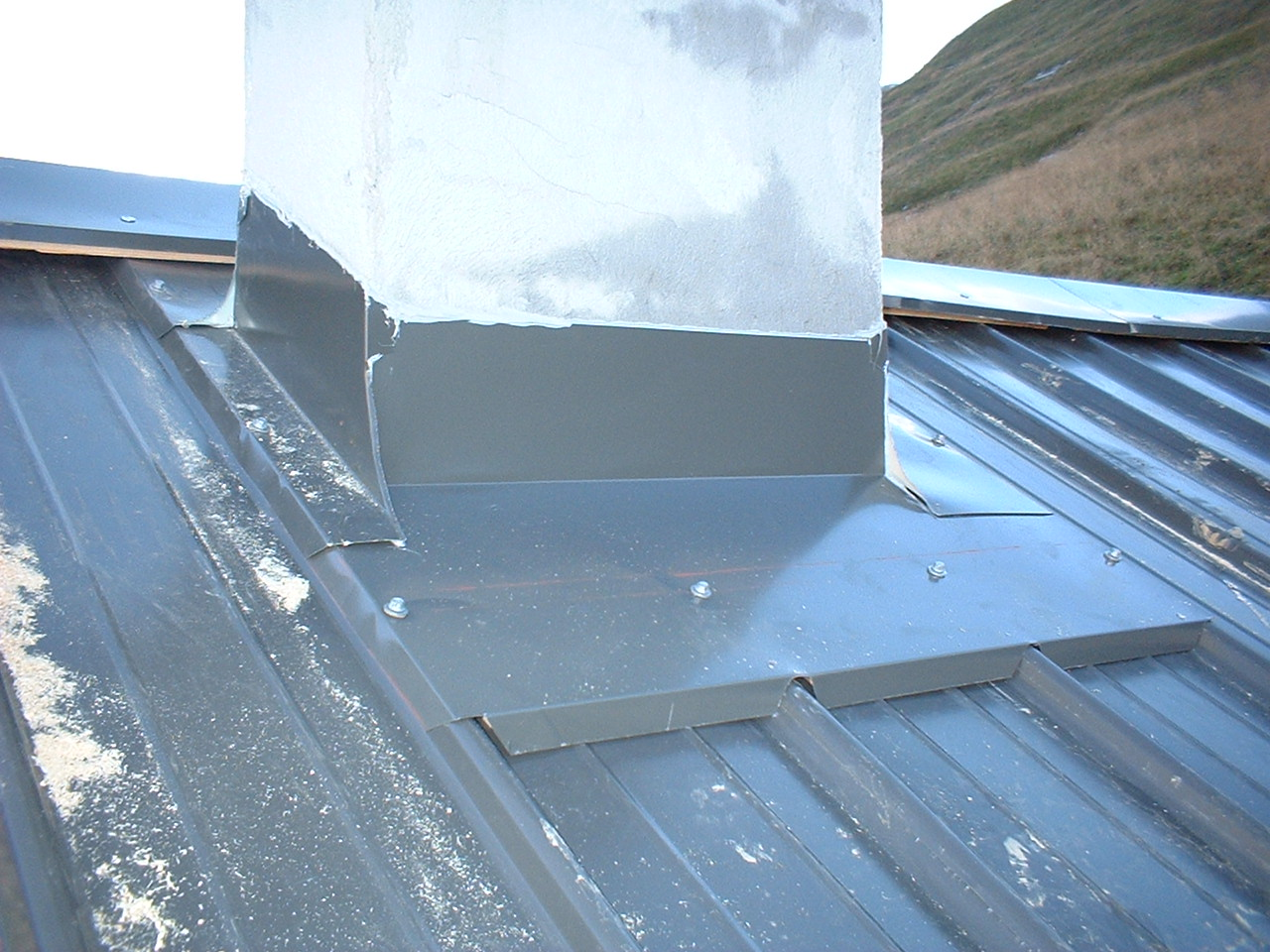
Tôle prélaquée.
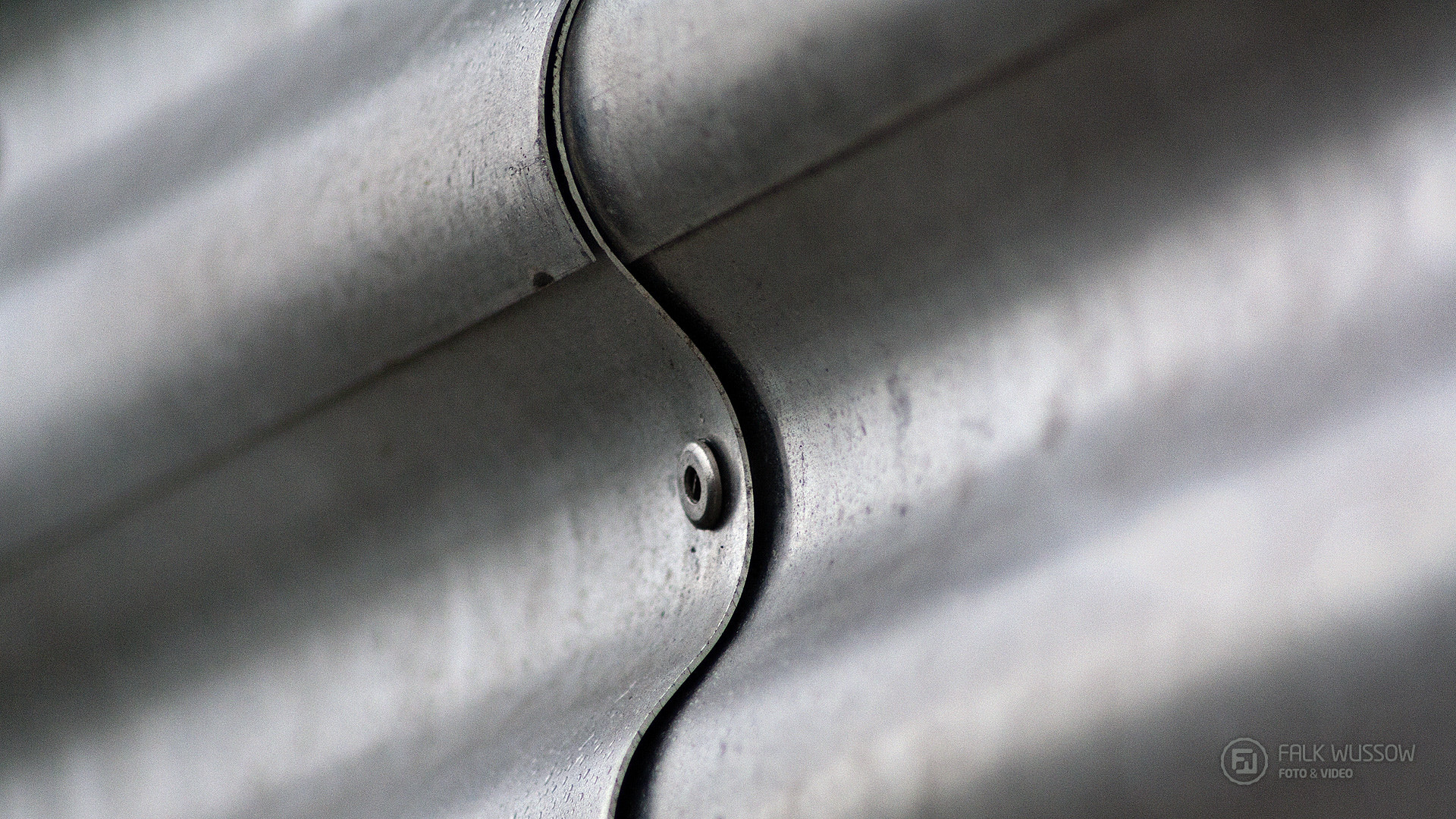
Tôle ondulée.
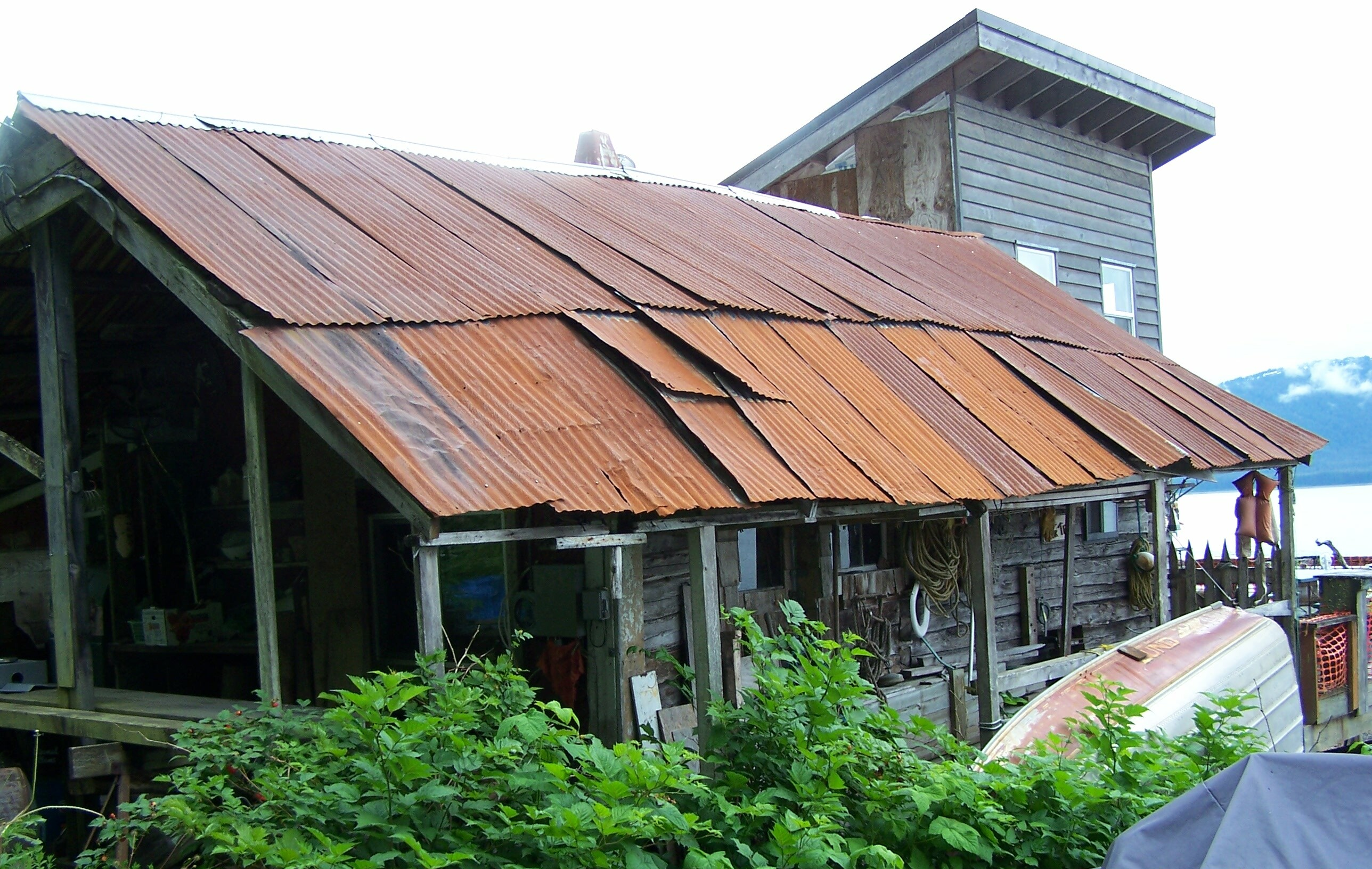
Toiture en tôle ondulée rouillée à Tenakee Springs en Alaska.
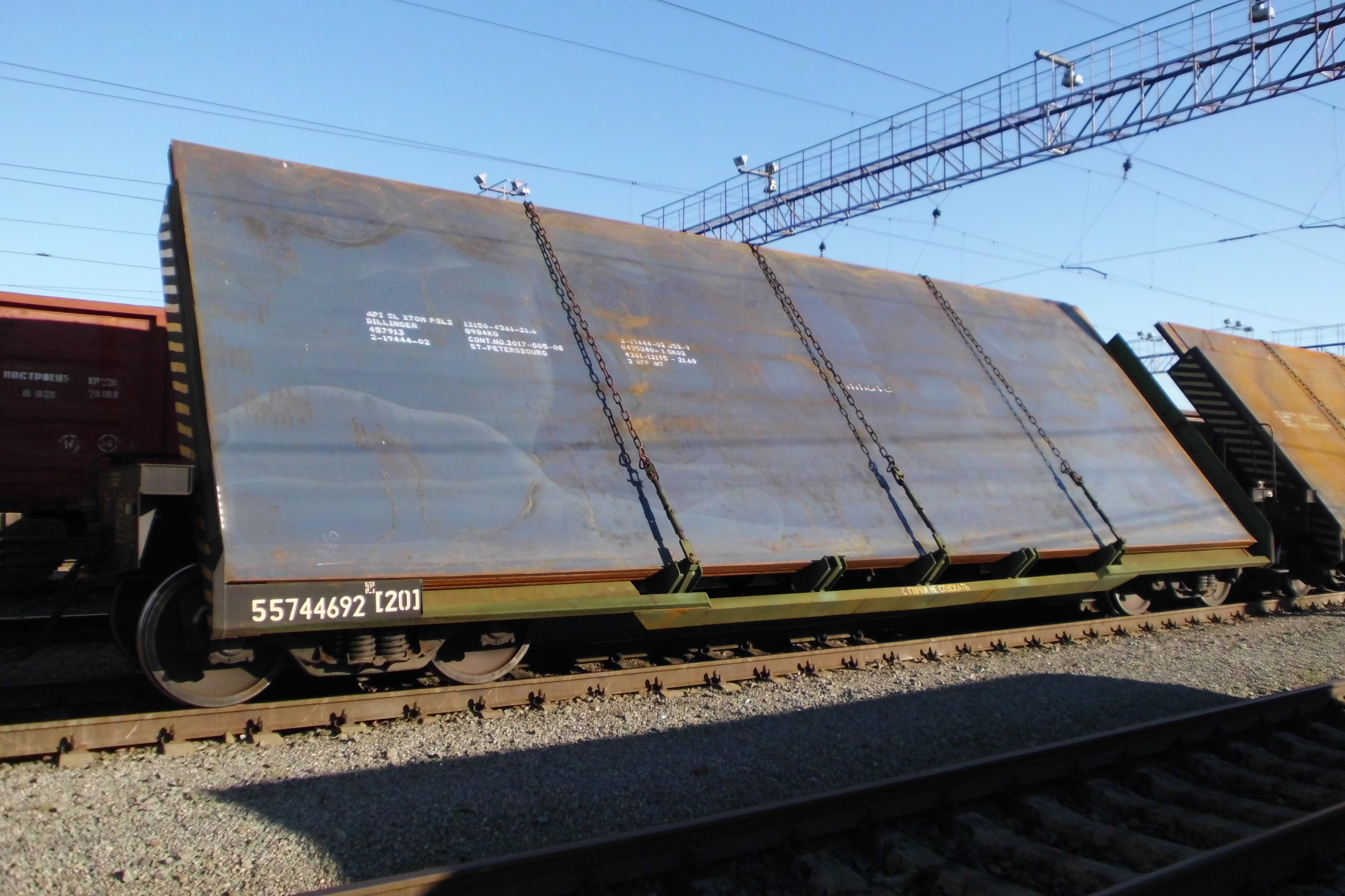
Plaques de tôle de grande dimension, transportées sur des wagons spéciaux en Russie.
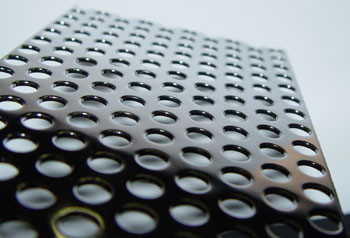
Tôle perforée.
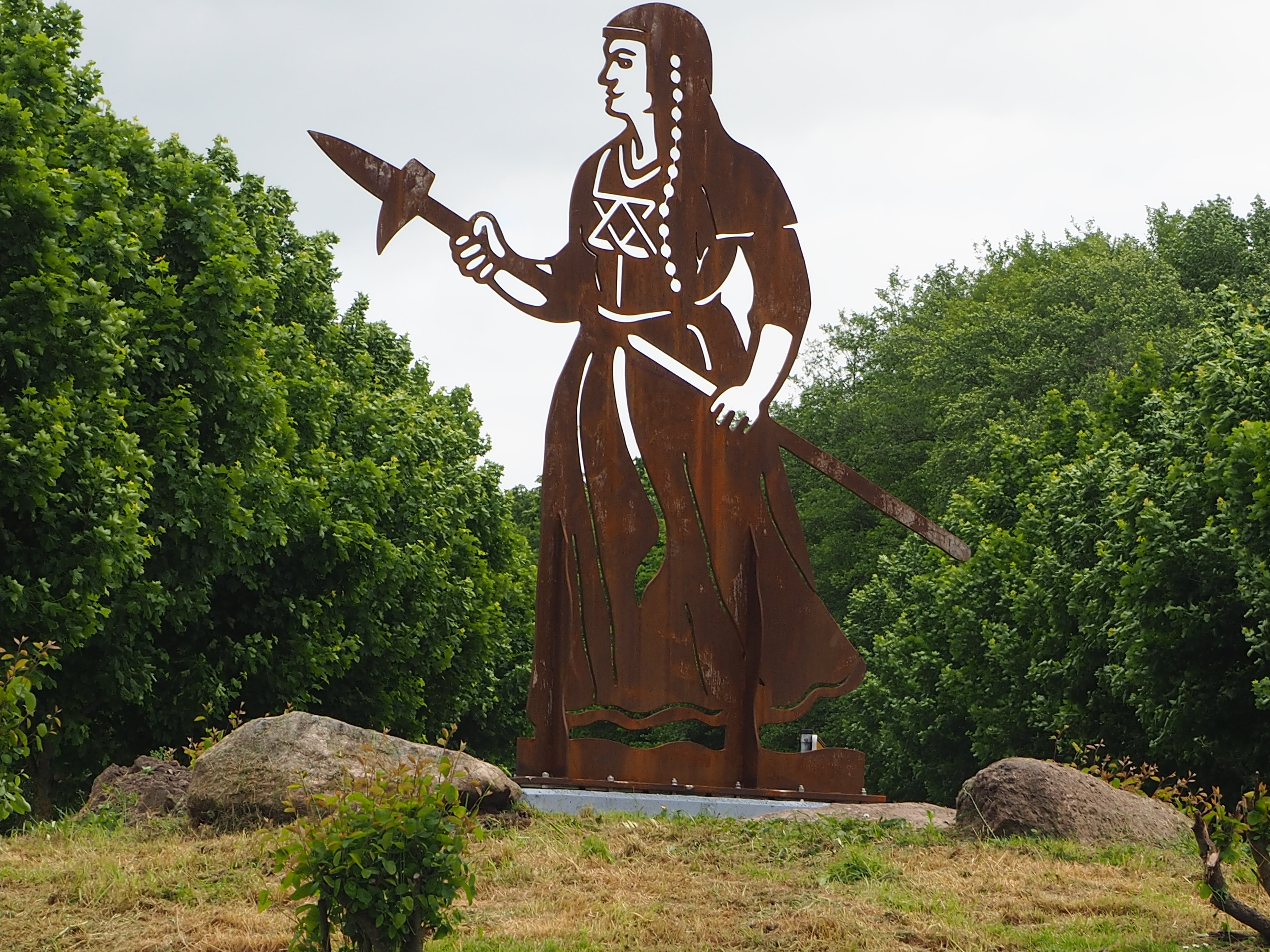
Œuvre en tôle découpée, inspirée des armoiries de Nordhastedt (Allemagne) et installée sur un rond-point de la ville.